# Kolja
Kolja (coneguda internacionalment com a Kolya) és una pel·lícula txeca de l'any 1996 dirigida per Jan Svěrák. El seu pare, Zdeněk Svěrák va ser qui va escriure el guió i va interpretar el personatge principal de la pel·lícula, un músic de mitjana edat que veu canviar sobtadament la seva rutinària vida al decidir ajudar a la russa Klára i el seu fill de 5 anys Kolja. El film va obtenir l'Oscar a la millor pel·lícula de parla no anglesa de 1997.

## Argument
La història comença a principis de 1988, quan el Bloc de l'Est es comença a desintegrar. František Louka, músic de l'orquestra filarmònica de Praga, ha perdut el seu càrrec de violoncel·lista degut a un incident que ha provocat la inclusió del seu nom a la llista negra de les autoritats. D'ençà de l'incident que František s'ha de guanyar la vida tocant en funerals, amb més pena que glòria, fins que un amic li proposa una gran ganga amb la qual pot guanyar molts diners i comprar-se així un Trabant, el seu anhelat cotxe. La ganga consisteix a casar-se amb una jove de nacionalitat russa, per tal que aquesta obtingui la nacionalitat txecoslovaca. Dit i fet, la noucasada russa fuig cap a la República Federal d'Alemanya per tal de retrobar-se amb el seu promès, tot abandonant el seu fill Kolja, de cinc anys, amb Louka.
Inicialment, Kolja i Louka tenen un gran problema de comunicació, ja que ni l'un parla rus ni l'altre txec. A més, les dues llengües tenen bastants falsos amics que contribueixen a la confusió. El petit Kolja queda així isolat i desamparat enmig d'una societat txeca del tot animadversa amb els russos, que han esclafat amb els tancs la Primavera de Praga i mantenen ocupat el país. És especialment en aquesta part del film on, mitjançant la conflictiva situació del petit Kolja, queda manifestada la tensió social i l'odi de la població txeca envers l'invasor rus.
A poc a poc Kolja va aprenent la llengua txeca i accepta a Louka com a pare. Això no obstant, aquesta millora de la relació és entorpida per les autoritats txeques, molt suspicàcies amb la boda i que amenacen d'empresonar a Louka i enviar Kolja a un internat rus. Abans que la difícil situació tingui temps de complicar-se més, per sort irromp a temps la Revolució de Vellut i Kolja pot retornar amb la seva mare. Louka s'acomiadarà amb gran tristor del petit infant rus.

## Acollida
La pel·lícula es va estrenar el maig de 1996 al Festival Internacional de Cinema de Canes. A partir del 15 de maig es va projectar a les sales de cinema txeques i va comptar amb un total d'1.345.442 espectadors fins a 1997, fet que la va convertir en un gran èxit comercial al seu país. A causa d'aquest èxit i de l'Oscar obtingut el març de 1997 la pel·lícula va ser projectada en molts altres països. Als EUA, on el film va ser estrenat el 26 de gener de 1997, Kolja va recaptar un total de 5,7 milions de dòlars. A Europa, Kolja va comptar amb 624.373 espectadors a Alemanya i 273.070 espectadors a Itàlia, països on la pel·lícula va tenir més èxit.
La crítica va acollir molt positivament la pel·lícula, sobretot per la seva emocionalitat ben reeixida i la seva original història socialment ben contextualitzada i històricament ubicada a les portes d'una imminent Revolució de Vellut.

## Repartiment
- Kolja: Andrei Chalimon
- Louka: Zdeněk Svěrák
- Klára: Libuše Šafránková
- Sr. Brož: Ondřej Vetchý
- Mare de Louka: Stella Zázvorková

## Premis i nominacions
- Oscar a la millor pel·lícula de parla no anglesa de 1997
- Globus d'Or a la millor pel·lícula estrangera de 1997
- Nominació a 13 categories del premi Lleó txec de 1997, del qual va guanyar-ne 6: millor film, millor direcció, millor guió, millor actor secundari per Andrei Chalimon, millor actriu per Libuše Šafránková i millor muntatge. A més, va obtenir el premi de la crítica txeca.
- Gran Premi del Festival Internacional de Cinema de Tòquio de 1996.
- Participació en la Mostra de Venècia.
- Nominació a la millor pel·lícula dels Premis del Cinema Europeu, (la guanyadora va ser finalment Breaking the Waves del director danès Lars von Trier).
- Nominació als Premis Satellite dins la categoria de millor pel·lícula estrangera.
- Nominació als Premis Young Artist en les categories de millor actor de pel·lícula estrangera i millor pel·lícula estrangera.